# Maria Rosenzweiżanka
Maria Rosenzweiżanka (ur. 1906 w Ostrowcu Świętokrzyskim, zaginęła podczas II wojny światowej) – polska malarka pochodzenia żydowskiego.

## Życiorys
Studiowała na Akademii Sztuk Pięknych w Krakowie pod kierunkiem Władysława Jarockiego i Wojciecha Weissa. Już podczas studiów uzyskiwała wyróżnienia za akty i inne prace tworzone podczas warsztatów na uczelni. Nieliczna spuścizna, która przetrwała II wojnę światową to obrazy olejne malowane na sklejce. Artystka zaginęła podczas działań wojennych.

## Zachowane dzieła
- Zamyślona, 1935
- Dwie przyjaciółki, 1936
- Portret mężczyzny. Studium, 1936